# Елиника (дем Месолонги)
Елиника (на гръцки: Ελληνικά) със старо име до 1928 г. Сивища (на гръцки: Σιβίστα) е планинско село в дем Месолонги, Гърция, разположено на 720 м надморска височина на западните склонове на планината Зигос, Етолоакарнания, Гърция. Според преброяването от 2011 година има население от 187 души.